# Крепидот
Крепидо́т, или крепидо́тус (лат. Crepidotus) — род грибов порядка Агариковые (Agaricales). Длительное время не было общепризнанной систематики рода, разные исследователи относили его к семействам рядовковых (Tricholomataceae), паутинниковых (Cortinariaceae), энтоломовых (Entolomataceae) или вместе с несколькими близкими родами выделяли в семейство крепидотовых (Crepidotaceae). Объём рода тоже понимался по-разному, исследователи XIX — начала XX века помещали в него от 6 до 46 видов. Молекулярно-филогенетические исследования начала 2000-х годов показали монофилетичность рода и позволили уточнить его объём. В современной систематике род относится к семейству Inocybaceae, содержит около 200 видов, широко распространённых во всех регионах мира. По строению плодовых тел и характерному субстрату обитания крепидоты относят к экоморфе плевротоидных грибов.

## Описание
Плодовые тела однолетние, гимнокарпного типа развития, представляют собой шляпку, прикреплённую к субстрату боком или верхней поверхностью, редко имеется рудиментарная неясно выраженная ножка.
Шляпка выпуклая, выпукло-распростёртая или распростёртая, в окружности раковиновидная или почковидная, край рубчатый, иногда лопастный. Поверхность белой, желтоватой, буроватой или красно-коричневой окраски.
Пластинки отходят радиально от области прикрепления к субстрату, частые, у немногих видов редкие, край пластинок бахромчатый, у молодых грибов хлопьевидно-опушённый. Анастомозы обычно отсутствуют, есть пластиночки. Цвет пластинок белый, кремовый, охряный с жёлтым или коричневым, иногда красноватым оттенком.
Мякоть тонкая, нежновойлочной или мясистой консистенции, мягкая или ломкая, белая или светлоокрашенная, запах приятный, вкус острый, более или менее выраженный.
Остатки покрывал отсутствуют.
Споровый порошок коричневый или буровато-лиловый. Споры неамилоидные, цианофильные или ацианофильные, коричневые, по форме от почти шаровидных до веретеновидных, тонко- или толстостенные, с гладкой или шероховатой поверхностью.
Хейлоцистиды бесцветные, различной формы — булавовидные, цилиндрические, извилистые, ампуловидные, могут быть разветвлёнными. Пилеоцистиды имеются у некоторых видов, булавовидные или ампуловидные.
Гифальная система мономитическая, гифы с пряжками, реже без них, в кожице шляпки часто пигментированы. Тип пилеипеллиса — триходермис или иксокутис. Трама пластинок субрегулярная, медиостратум образован узкими плотно упакованными цилиндрическими гифами, иногда сильно агглютинированными.

## Экология
Преимущественно сапротрофы на древесине лиственных и хвойных деревьев, различных растительных остатках, вызывают белую гниль; известны почвенные виды.

## Некоторые виды
- Crepidotus albescens (Murrill) Redhead, 1984
- Crepidotus alveolus (Lasch) P.Kumm., 1871
- Crepidotus apodus Capelari, 2006
- Crepidotus applanatus (Pers.) P.Kumm., 1871 — Крепидотус уплощённый
- Crepidotus autochthonus J.E.Lange 1938
- Crepidotus boninensis (Hongo) E.Horak & Desjardin, 2004
- Crepidotus brunswickianus Speg., 1887
- Crepidotus calolepis (Fr.) P.Karst., 1879 — Крепидотус красивочешуйчатый
- Crepidotus candidus Capelari, 2006
- Crepidotus carpaticus Pilát, 1929
- Crepidotus caspari Velen., 1926 [syn.  Crepidotus lundelli Pilát, 1936 — Крепидотус Лунделла]
- Crepidotus cesatii (Rabenh.) Sacc., 1877 — Крепидотус Цезата
- Crepidotus cinnabarinus Peck, 1895
- Crepidotus cristatus Senn-Irlet & Immerzeel, 2003
- Crepidotus crocophyllus Berk. — Крепидотус шафранно-пластинчатый
- Crepidotus epibryus (Fr.) Quél., 1888 [syn.  Pleurotellus epibryus Zmitr., 2004 — Плевротеллюс моховой]
- Crepidotus fulvifibrillosus Murrill, 1917
- Crepidotus improvisus (E. Horak) T.W.May & A.E.Wood, 1995
- Crepidotus longicomatus Har. Takah., 2003
- Crepidotus luteolus (Lambotte) Sacc., 1887 — Крепидотус желтоватый
- Crepidotus mollis (Schaeff.) Staude, 1857 — Крепидотус мягкий
- Crepidotus muscigenus Velen., 1947
- Crepidotus nanicus E.Horak, 1978
- Crepidotus nephrodes (Berk. & M.A.Curtis) Sacc., 1887
- Crepidotus novae-zelandiae Pilát, 1950
- Crepidotus nyssicola (Murrill) Singer, 1973
- Crepidotus parietalis E.Horak, 1978
- Crepidotus paxilloides Singer, 1951
- Crepidotus pezizoides (Nees & T.Nees) P. Kumm., 1871
- Crepidotus rubrovinosus Bandala, Montoya & E.Horak, 2006
- Crepidotus stenocystis Pouzar, 2005
- Crepidotus subverrucisporus Pilát, 1949 — Крепидотус шероховатоспоровый
- Crepidotus thermophilus (Singer) Aime, Baroni & O.K.Mill., 2002
- Crepidotus variabilis (Pers.) P.Kumm., 1871 — Крепидотус изменчивый
- Crepidotus versutus (Peck) Sacc., 1887 — Крепидотус разворачивающийся
- Crepidotus virgineus Har. Takah., 2003